# リラ・プラップ
リラ・プラップ（Lila Prap、1955年9月28日 - ）は スロベニアの作家、イラストレーター。本名、リリアナ・プラプロトゥニック・ズパンチチ（Lilijana Praprotnik Zupančič）。

## 経歴
リラ・プラップは、1955年9月28日ツェリェに生まれた。高校卒業後、リュブリャナ大学で建築を学んだ。建築家や教師・グラフィックデザイナーを経て、絵本作家・イラストレーターとなる。
日本では、NHK教育テレビのアニメ『なぜ? どうして? がおがおぶーっ!』の原作者、NHKの教養番組『ダーウィンの動物大図鑑 はろ〜!あにまる』内の動物イラストなどで知られている。